# 西江碘泡虫
西江碘泡虫（学名：Myxobolus sikiangensis）为碘泡科碘泡虫属的动物。在中国，分布于广东等，营寄生生活，寄生在条纹二须鲃的体表。